# Cowes
Cowes – miasto w Wielkiej Brytanii, w Anglii, na wyspie Wight, rozdzielone rzeką Medina na dwie części – zachodnią i wschodnią, stanowiącą w rzeczywistości oddzielne miasto East Cowes. Liczba mieszkańców w 2001 roku wynosiła 9663.

## Związki z Polską
W stoczni J. Samuel White w East Cowes zostały zbudowane w II połowie lat 30. XX wieku dwa polskie niszczyciele typu Grom. Budowa ich była też istotna dla stoczni, świadcząc o jej możliwościach - były one jednymi z największych i najsilniej uzbrojonych jednostek tej klasy na świecie i największymi okrętami zbudowanymi do tamtej pory w tej stoczni. 24 stycznia 1939 polska Marynarka Wojenna zamówiła w Cowes także budowę dwóch ścigaczy torpedowych, z których jeden – S-1 – wszedł do służby już podczas wojny w polskiej marynarce na Zachodzie. Stocznia White zbudowała także podczas wojny niszczyciel eskortowy ORP "Krakowiak" i 6 ścigaczy torpedowo-artyleryjskich S-5 - S-10, które zostały przekazane polskiej marynarce na podstawie porozumienia polsko-brytyjskiego. 
Podczas II wojny światowej jeden ze zbudowanych tam niszczycieli typu Grom - ORP "Błyskawica", był kilkakrotnie remontowany w macierzystej stoczni. W nocy 4/5 maja 1942 ORP "Błyskawica", stojąc w stoczni, pod dowództwem kmdr. por. Wojciecha Franckiego, odpierała ogniem dział niemiecki nalot na miasto, a jej załoga pomagała usuwać jego skutki. Rocznica tego zdarzenia jest upamiętniana w Cowes, a w 2004 roku jeden z placów otrzymał nazwę Francki Place. 3 maja 1992 pierwszą powojenną oficjalną wizytę polskiej Marynarki Wojennej złożyły okręty OORP "Kaszub" i "Wodnik". W mieście działa także Towarzystwo Przyjaciół ORP "Błyskawica", będącego najstarszym zachowanym niszczycielem na świecie. 